# 히라키촌 (시즈오카현)
히라키촌(平貴村)은 시즈오카현 나가카미군· 하마나군에 설치되었던 촌이다. 현재의 하마마쓰시 ㅏ마나구 중심부에 해당한다.